# Кенеш (Манасский район)
Кенеш (кирг.  Кеңеш) — село в Манасском районе Таласской области Кыргызстана. Входит в состав Уч-Коргонского аильного округа. Код СОАТЕ — 41707 225 845 04 0.

## Население
По данным переписи 2009 года, в селе проживало 762 человека.